# こうのすシネマ
こうのすシネマ（Kounosu Cinema）は、埼玉県・鴻巣市の鴻巣駅前にある商業施設エルミこうのすアネックス内にある映画館兼市民ホール。

## 概要
開業日は2013年（平成25年）7月5日。日本初の市民ホール融合型シネマコンプレックスであり、構成は、多目的ホールA、兼用のシアター1兼多目的ホールB、営業専用のシアター2-8となっている。
映画館の前身は、2009年（平成21年）7月15日に開業した「シネマックス鴻巣」である。鴻巣市にとっては1985年（昭和60年）から1995年（平成7年）まで長崎屋北鴻巣店内に入居していたビデオシアター「サンバードホール」以来、14年ぶりの映画館でもあった。シネマックス鴻巣は、2011年（平成23年）3月11日に発生した東北地方太平洋沖地震（東日本大震災）により施設に被害を受けて休止となり、同年12月15日に閉館していた。その後、鴻巣市が映画館を取得し、東映系の興行会社ティ・ジョイへ運営を委託する形で合意し、2013年（平成25年）7月5日に開業した。オープン日には女優の小林綾子が来館し、岡田裕介社長らと共にテープカットを行った。またオープン記念イベントとして同月5日から12日まで『鴻巣市民が選ぶ2013年日・米アカデミーセレクション』と題した上映会が行われ、『あなたへ』『アルゴ』『北のカナリアたち』『レ・ミゼラブル』等が上映された。
コロナ禍になった2020年（令和2年）6月1日以降の営業においては、キノシールド抗菌システムを施設内に施し、感染症対策を徹底している。

### 座席数
- 多目的ホールA：125席
- 多目的ホールB（シアター1）：149席
- シアター2：212席
- シアター3：273席（3D対応）
- シアター4：141席（3D対応）
- シアター5：101席（3D対応）
- シアター6：101席
- シアター7：314席
- シアター8：120席